# Тишайший (титул)
Тишайший — титул, использовавшийся русскими царями (1645―1721).
Впервые употреблён царём Алексеем Михайловичем. Повествователи и драматурги, а также некоторые историки передают название царя Алексея Михайловича Тишайшего, считая это название личным прозванием или относя его к спокойным, тихим временам его царствования, что ошибочно. Когда во второй половине XVII века в Москве, благодаря приезду туда наставников, обучавшихся в польских и итальянских училищах, стал водворяться латинизм, употреблявшееся на Западе величание государей «clementissimus» (милосерднейший, милостивейший) стали переводить на русский как «тишайший». Этот титул давался и царям Фёдору III и Ивану V Алексеевичам. Придавался он и Петру I, несмотря на стремительный характер его реформаторской деятельности. До принятия Петром I императорского титула многолетие ему в церковном богослужении возглашалось так: «тишайшему, избранному и почтенному царю и великому князю».
На общем собрании Священного синода и Правительствующего сената (3 декабря 1721) обсуждался новый титул русских Государей по случаю поднесения Петру I императорского достоинства. Общее собрание решило: титул Тишайшего исключить, а супругу императора титуловать «цесаревна». Пётр I утвердил общее мнение Синода и Сената, заменив только слово «цесаревна» словами «цесаревино величество».
Впоследствии, когда в дипломатии латинский язык был заменён французским, прежнее величание «clementissimus» было переведено на французский как «très gracieux», а на русский — как «всемилостивейший», и это название также было применено к Государеву титулу, взамен прежнего.